# Bryodema wuhaiensis
Bryodema wuhaiensis är en insektsart som beskrevs av Huo, K. och Z. Zheng 1993. Bryodema wuhaiensis ingår i släktet Bryodema och familjen gräshoppor. Inga underarter finns listade i Catalogue of Life.